# Piet Kramer
Pieter Lodewijk Kramer, noto come Piet Kramer (Amsterdam, 17 agosto 1881 – Amsterdam, 23 maggio 1961), è stato un architetto olandese.

## Vita ed opere
Piet Kramer è stato uno dei più importanti architetti della cosiddetta Scuola di Amsterdam. È soprattutto noto quale architetto del Haagse Bijenkorf nonché di centinaia di ponti ad Amsterdam.
Lavorò dal 1903 al 1913 nello studio d'architettura di Eduard Cuypers, dove operavano anche Michel de Klerk e Jo van der Mey. Nel 1911 i tre, Kramer, De Klerk e Van der Mey, collaborarono al progetto del Scheepvaarthuis (casa marittima), che è ritenuto il primo grande esempio dell'architettura della scuola di Amsterdam. Nel 1913 lavora nello studio di K.P.C. de Bazel.
Dal 1917 al 1952 Kramer fu l'architetto pubblico della sezione ponti del Gemeentelijke Dienst Publieke Werken (servizio municipale opere pubbliche) di Amsterdam. In totale Kramer avrebbe disegnato circa 400 ponti, dei quali un centinaio per il parco Amsterdamse Bos. Per tali ponti molto spesso si trovò a progettare anche le annesse case, le opere in metallo e la stessa pianificazione del paesaggio. Le sculture erano invece generalmente opera di Hildo Krop. Uno dei suoi molti ponti porta il suo nome.
Negli anni Venti del XX secolo Kramer progettò anche diversi quartieri d'abitazione nei nuovi sobborghi Amsterdam-Sud ed Amsterdam-Ovest. I più noti sono gli appartamenti dei lavoratori (‘'arbeiderswoningen'’)  del gruppo De Dageraad del 1921, in collaborazione con De Klerk. Kramer lavorò sempre con lui anche al complesso P.L. Takstraat/Burgemeester Tellegenstraat, nel quale si possono ammirare delle curiose porzioni angolari più alte, che non sono però funzionali, ma semplicemente decorative.
Fuori Amsterdam Kramer progettò, tra l'altro, il Bijenkorf (1924-1926) a L'Aia e tre ville nel Park Meerwijk a Bergen.

## Selezione di opere
- 1913-1916: Scheepvaarthuis, casa marittima, Amsterdam (con Jan van der Mey e Michel de Klerk.
- 1919-1922: Complesso di appartamenti De Dageraad, P.L. Takstraat/Burg. Tellegenstraat e dintorni, Amsterdam (con Michel de Klerk).
- 1916-1918: Villa's Tamelone, Mevena e Rogier, a Park Meerwijk, Bergen NH (distrutta nel 1922).
- 1917: Casa Tyltyl nel Park Meerwijk, Bergen.
- 1921: La Zwarte Huis, Okeghemstraat, Amsterdam.
- 1924-1926: Bijenkorf, L'Aia.